# No Love
"No Love" er en sang af den amerikanske rapper Eminem, og blev udgivet som den tredje officielle single fra hans syvende studiealbum, Recovery (2010). Med på sangen er den amerikanske rapper Lil Wayne og sangen nåede ud til radioerne den 5. oktober 2010. "No Love" blev produceret af den amerikanske hip hop-producer Just Blaze. Sangen sampler "What Is Love" af Haddaway. Den blev modtaget godt for især samplingen, og den blev anset som en af de bedste sange fra Recovery. "No Love" nåede en 23. plads på Billboard Hot 100 og har solgt mere end en million digitale downloads i USA.
Musikvideoen blev instrueret af Chris Robinson. En teaser havde premiere på Eminems YouTube-kanal den 29. september 2010. Selve videoen havde premiere den 30. september og er om en dreng der bliver mobbet, men ender med at forsvarer sig selv, efter at være blevet motiveret til dette ved at lytte til Eminem- og Lil Wayne-sange. Flere forskellige hip hop producerer har cameo-optrædener i videoen. Sangen blev fremført af Eminem og Lil Wayne i et afsnit af Saturday Night Live og på Eminems og Jay-Zs The Home & Home Tour.

## Baggrund
Sangen er om de folk der har skuffet både Eminem og Lil' Wayne igennem tiden. Eminem har denne gang valgt at sample 90'er-klassikeren What Is Love af Haddaway. 
Eminem har udtalt at sangen var Lil' Waynes optræden på albummet, efter at Eminem selv var med på Drop the World fra Lil' Waynes album Rebirth.

## Liveoptræden
Eminem optrådte med sangen på hans mini-tour, The Home & Home Tour, med Jay-Z. 

## Hitlister og certificeringer
| Hitlister (2010)                                 | Højeste placering |
| ------------------------------------------------ | ----------------- |
| Australien (ARIA)                                | 21                |
| Australien (ARIA Urban)                          | 7                 |
| Østrig (Ö3 Austria Top 40)                       | 26                |
| Canada (Canadian Hot 100)                        | 24                |
| Danmark (Track Top-40)                           | 36                |
| Europa (European Hot 100 Singles)                | 36                |
| Tyskland (Official German Charts)                | 17                |
| Irland (IRMA)                                    | 31                |
| New Zealand (RIANZ)                              | 22                |
| Polen (Video Chart)                              | 5                 |
| Schweiz (Schweizer Hitparade)                    | 39                |
| Storbritannien Singles (Official Charts Company) | 33                |
| Storbritannien R&B (Official Charts Company)     | 7                 |
| US Billboard Hot 100                             | 23                |
| US Hot R&B/Hip-Hop Songs                         | 59                |
| USA Hot Rap Songs (Billboard)                    | 9                 |
| USA Mainstream Top 40 (Billboard)                | 20                |

| Land        | Certification |
| ----------- | ------------- |
| Australien  | Guld          |
| New Zealand | Platin        |